# تشوكوديبيري مادوابوم
تشوكوديبيري مادوابوم (بالإنجليزية: Chukwudiebere Maduabum)‏ مواليد 19 مارس 1991 في لاغوس، هو لاعب كرة سلة نيجيري. بدأ مسيرته الاحترافية في سنة 2011. تم اختياره من قبل فريق لوس أنجلوس ليكرز خلال الدرافت. يلعب في دوري كرة السلة الياباني للمحترفين كلاعب وسط. يحمل الرقم 14. يبلغ طوله 6 قدم 9 بوصة (2.1 م).

## المسيرة الاحترافية
لعب مع كانو بيلارس في سنة 2010، ثم لعب مع نادي الشمال في سنة 2013، ثم لعب مع فورت واين ماد أنتس في سنة 2014، ثم لعب مع نادي تامبيرين بيرينتو لكرة السلة في سنة 2015.

## روابط خارجية
- تشوكوديبيري مادوابوم على موقع دوري كرة السلة الياباني للمحترفين (اليابانية)
- تشوكوديبيري مادوابوم على موقع سبورتس رفرنس (الإنجليزية)
- تشوكوديبيري مادوابوم على موقع كرة السلة الأوروبية.كوم (الإنجليزية)
- تشوكوديبيري مادوابوم على موقع ريلجم (الإنجليزية)
- تشوكوديبيري مادوابوم على موقع بروبوليرز (الإنجليزية)
- تشوكوديبيري مادوابوم على موقع سبورتس رفرنس (الإنجليزية)